# Alberico Archinto
Alberico Archinto degli Archilli o Achilli (Milano, 8 novembre 1698 – Roma, 30 settembre 1758) è stato un cardinale e arcivescovo cattolico italiano.

## Biografia
Nato a Milano l'8 novembre 1698 da Carlo Archinto, conte di Tainate, e da sua moglie Giulia Barbiano di Belgioioso, Alberico Archinto era pronipote del cardinale Giuseppe Archinto, arcivescovo di Milano, nonché zio del cardinale Giovanni Archinto.
Dopo aver frequentato l'Università degli Studi di Pavia, ove ottenne il dottorato in utroque iure. Venne ammesso al Collegio degli avvocati di Milano nel 1723 per poi recarsi nel 1724 a Roma, ove entrò nella curia pontificia come protonotario apostolico de numero il 10 ottobre di quell'anno. Referendario del Supremo Tribunale della Segnatura Apostolica dal 23 settembre 1728, divenne vice-legato a Bologna dal 1730 sino al 1731. Relatore del Sacro Collegio della Sacra Consulta, divenne abate commendatario di Santa Maria di Brera, di San Pietro e Paolo di Viboldone e di San Pietro e San Calogero di Civate.
Ordinato sacerdote il 26 maggio 1736, il 30 settembre 1739 divenne arcivescovo titolare di Nicea per poi ottenere anche il titolo di assistente al Trono Pontificio dal 1º ottobre 1739. Il 1º novembre 1739 venne consacrato arcivescovo a Milano da Ludovico Calini, vescovo di Crema. Nunzio apostolico nel Granducato di Toscana dal 17 novembre 1739 all'aprile del 1746, venne successivamente destinato alla nunziatura apostolica in Polonia ove rimase dal 1º marzo 1746 al 12 marzo 1754, facendo poi ritorno a Roma.
Governatore di Roma e vice-camerlengo di Santa Romana Chiesa dal 14 settembre 1754, rimase in carica sino al 5 aprile 1756 quando venne elevato alla dignità di cardinale presbitero nel concistoro che si tenne in quello stesso giorno da papa Benedetto XIV. Il 24 maggio 1756 ottenne la berretta ed il titolo di San Matteo in Merulana.
Ottenuto il titolo di vice-cancelliere di Santa Romana chiesa, il 20 settembre 1756 optò per il titolo cardinalizio di San Lorenzo in Damaso, proprio di quel ruolo.
Nominato segretario di Stato da papa Benedetto XIV in seguito alla morte di Silvio Valenti Gonzaga, ottenne dal pontefice il rinnovo della licenza giudiziaria di ascoltare le cause criminali il 15 luglio 1758.
Morì a Roma il 30 settembre 1758 alle 10 di mattina. La salma venne esposta alla pubblica venerazione nella chiesa di San Lorenzo in Damaso ove si tennero poi le esequie e dove il cardinale venne sepolto.

## Genealogia episcopale
La genealogia episcopale è:
- Cardinale Scipione Rebiba
- Cardinale Giulio Antonio Santori
- Cardinale Girolamo Bernerio, O.P.
- Arcivescovo Galeazzo Sanvitale
- Cardinale Ludovico Ludovisi
- Cardinale Luigi Caetani
- Cardinale Ulderico Carpegna
- Cardinale Paluzzo Paluzzi Altieri degli Albertoni
- Cardinale Gaspare Carpegna
- Cardinale Fabrizio Paolucci
- Cardinale Francesco Barberini
- Cardinale Angelo Maria Querini, O.S.B.Cas.
- Cardinale Lodovico Calini
- Cardinale Alberico Archinto

## Ascendenza
|                                                         |                                                     |                                                         | Genitori                             |  |  | Nonni |  |  | Bisnonni                           |  |  | Trisnonni           |  |
|                                                         |                                                     |                                                         |                                      |  |  |       |  |  | Carlo Archinto, I conte di Tainate |  |  | Cristoforo Archinto |  |
|                                                         |                                                     |                                                         |                                      |  |  |       |  |  | Carlo Archinto, I conte di Tainate |  |  | Cristoforo Archinto |  |
|                                                         |                                                     | Anna Panigarola                                         |                                      |  |  |       |  |  | Carlo Archinto, I conte di Tainate |  |  |                     |  |
| Filippo Archinto, I marchese di Parona                  |                                                     |                                                         |                                      |  |  |       |  |  | Carlo Archinto, I conte di Tainate |  |  |                     |  |
|                                                         |                                                     | Caterina Arese                                          | Giulio Arese                         |  |  |       |  |  |                                    |  |  |                     |  |
|                                                         |                                                     | Caterina Arese                                          | Giulio Arese                         |  |  |       |  |  |                                    |  |  |                     |  |
|                                                         |                                                     | Caterina Arese                                          | Margherita Legnani                   |  |  |       |  |  |                                    |  |  |                     |  |
| Carlo Archinto, II marchese di Parona                   |                                                     | Caterina Arese                                          |                                      |  |  |       |  |  |                                    |  |  |                     |  |
|                                                         |                                                     | Girolamo Stampa, marchese di Parona                     | Giacomo Stampa                       |  |  |       |  |  |                                    |  |  |                     |  |
|                                                         |                                                     | Girolamo Stampa, marchese di Parona                     | Giacomo Stampa                       |  |  |       |  |  |                                    |  |  |                     |  |
|                                                         |                                                     | Girolamo Stampa, marchese di Parona                     | Flaminia Cusani                      |  |  |       |  |  |                                    |  |  |                     |  |
| Camilla Stampa, marchesa di Parona                      |                                                     | Girolamo Stampa, marchese di Parona                     |                                      |  |  |       |  |  |                                    |  |  |                     |  |
|                                                         |                                                     | Anna Visconti Borromeo                                  | Cesare Visconti Borromeo             |  |  |       |  |  |                                    |  |  |                     |  |
|                                                         |                                                     | Anna Visconti Borromeo                                  | Cesare Visconti Borromeo             |  |  |       |  |  |                                    |  |  |                     |  |
|                                                         |                                                     | Anna Visconti Borromeo                                  | Lucrezia Omodei                      |  |  |       |  |  |                                    |  |  |                     |  |
| Alberico Archinto                                       |                                                     | Anna Visconti Borromeo                                  |                                      |  |  |       |  |  |                                    |  |  |                     |  |
|                                                         | Carlo Barbiano di Belgioioso, V conte di Belgioioso | Alberico Barbiano di Belgioioso, IV conte di Belgioioso |                                      |  |  |       |  |  |                                    |  |  |                     |  |
|                                                         | Carlo Barbiano di Belgioioso, V conte di Belgioioso | Alberico Barbiano di Belgioioso, IV conte di Belgioioso |                                      |  |  |       |  |  |                                    |  |  |                     |  |
|                                                         | Carlo Barbiano di Belgioioso, V conte di Belgioioso | Giulia Affaitati                                        |                                      |  |  |       |  |  |                                    |  |  |                     |  |
| Alberico Barbiano di Belgioioso, VI conte di Belgioioso | Carlo Barbiano di Belgioioso, V conte di Belgioioso |                                                         |                                      |  |  |       |  |  |                                    |  |  |                     |  |
|                                                         |                                                     | Francesca Malombra                                      | Filippo Malombra                     |  |  |       |  |  |                                    |  |  |                     |  |
|                                                         |                                                     | Francesca Malombra                                      | Filippo Malombra                     |  |  |       |  |  |                                    |  |  |                     |  |
|                                                         |                                                     | Francesca Malombra                                      | Bianca Lucia Castiglioni             |  |  |       |  |  |                                    |  |  |                     |  |
| Giulia Barbiano di Belgioioso                           |                                                     | Francesca Malombra                                      |                                      |  |  |       |  |  |                                    |  |  |                     |  |
|                                                         |                                                     | Marsilio Landriani                                      | Tommaso Landriani                    |  |  |       |  |  |                                    |  |  |                     |  |
|                                                         |                                                     | Marsilio Landriani                                      | Tommaso Landriani                    |  |  |       |  |  |                                    |  |  |                     |  |
|                                                         |                                                     | Marsilio Landriani                                      | Lodovica Monti                       |  |  |       |  |  |                                    |  |  |                     |  |
| Maria Landriani                                         |                                                     | Marsilio Landriani                                      |                                      |  |  |       |  |  |                                    |  |  |                     |  |
|                                                         |                                                     | Antonia Taverna                                         | Costanzo Taverna, conte di Landriano |  |  |       |  |  |                                    |  |  |                     |  |
|                                                         |                                                     | Antonia Taverna                                         | Costanzo Taverna, conte di Landriano |  |  |       |  |  |                                    |  |  |                     |  |
|                                                         |                                                     | Antonia Taverna                                         | Anna Camilla Moroni                  |  |  |       |  |  |                                    |  |  |                     |  |
|                                                         |                                                     | Antonia Taverna                                         |                                      |  |  |       |  |  |                                    |  |  |                     |  |